# Klopina
Klopina település Csehországban, Šumperki járásban. Klopina Úsov, Kamenná, Police, Lipinka, Nová Hradečná, Medlov, Troubelice és Rohle településekkel határos. Lakosainak száma 615 fő (2024. január 1.).

## Népesség
A település lakosságának változását az alábbi diagram mutatja:
| Lakosok száma | 762  | 771  | 759  | 595  | 591  | 602  | 595  | 615  | 604  | 615  |
|               | 1869 | 1890 | 1921 | 1950 | 1980 | 2001 | 2017 | 2019 | 2022 | 2024 |